# Sagnkonge
En sagnkonge er en konge, som der ikke er historisk belæg for, men som spiller en rolle i et riges selvforståelse, f.eks. i nationalmytologien. I Norden har der været en kappestrid mellem danske og svenske konger om at have den længste kongerække.